# سیاست شترمرغی
"سیاست شترمرغی" عبارتی استعاره ای است در مورد تمایل به نادیده گرفتن مشکلات و تظاهر به عدم وجود آنها; این عبارت الهام گرفته از عادت شترمرغ به فروبردن سر خود در شن و ماسه در هنگام مواجهه با خطر است.